# Via Licia

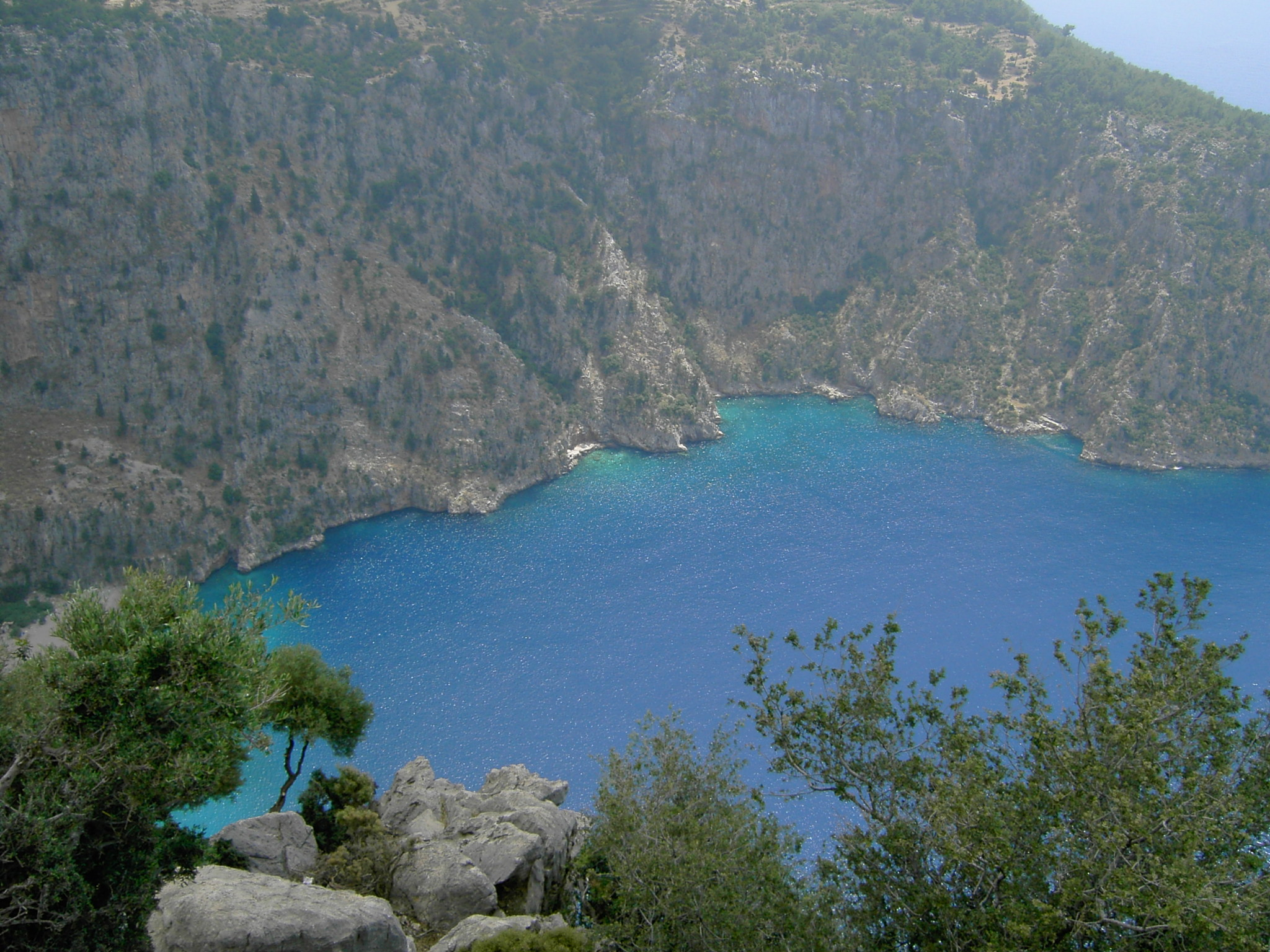
Panorama della Valle delle farfalle

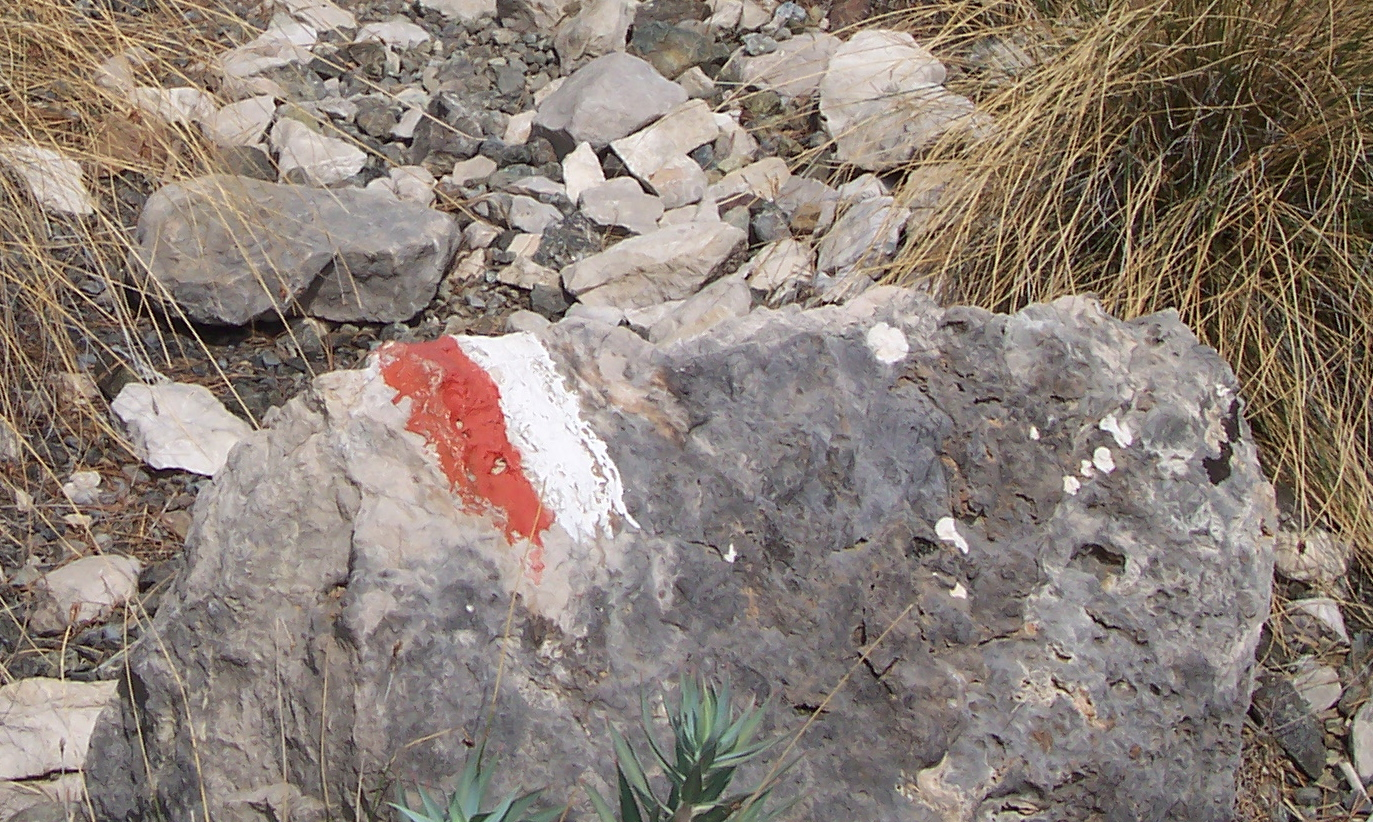
Segno lungo il sentiero

La Via Licia (in turco: Likya Yolu) è un sentiero escursionistico di lunga percorrenza di 540 km della Turchia che costeggia parte dell'antica regione di Licia.

## Centri abitati attraversati
Ölüdeniz, Faralya, Kabak,  Sidyma, Bel, Gavurağılı, Letoon, Kınık (Xanthos), Akbel, Gelemiş rovine di Patara), Kalkan, Sarıbelen, Gökçeören, Kaş (Antiphellos), Üçağız, Kaleköy, Demre (Myra), Kumluca, Belören, Zeytin e Alakilise.
Qui il sentiero raggiunge un'altezza di 1811 metri presso İncegeriş T. Continua verso Belos, Finike, Kumluca, Mavikent, Karaöz, il punto più a sud della Licia al faro di Capo Gelidonya. Qui va verso nord a Adrasan, Olympos, e Çıralı.
Qui il sentiero si divide in due:
1. sentiero costiero:  Tekirova, Phaselis, Asagikuzdere, Goynuk Yaylasi, Hısarçandır, Çitdibi, Geyikbayırı;
2. sentiero interno: Ulupınar, Beycik, Yukari Beycik, passando oltre Tahtalı Dağı a 1800 m, Yayla Kuzdere, Gedelme, Goynuk Yaylasi, dove si riunisce al sentiero costiero.